# Praomys petteri
Praomys petteri é uma espécie de roedor da família Muridae.
Pode ser encontrada nos seguintes países: Camarões, República Centro-Africana e República do Congo.
Os seus habitats naturais são: florestas subtropicais ou tropicais húmidas de baixa altitude.